# Naturaleza salvaje

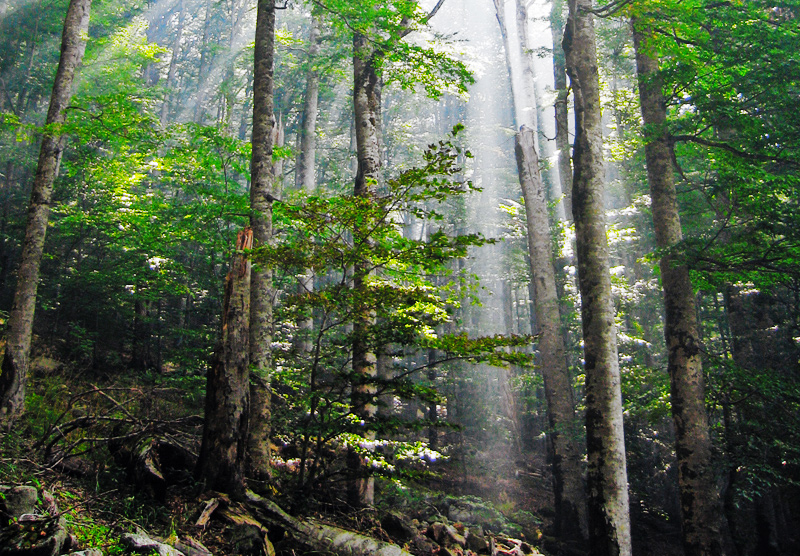
Bosque primario de Fagus sylvatica en el Parque nacional de Biogradska Gora, Montenegro

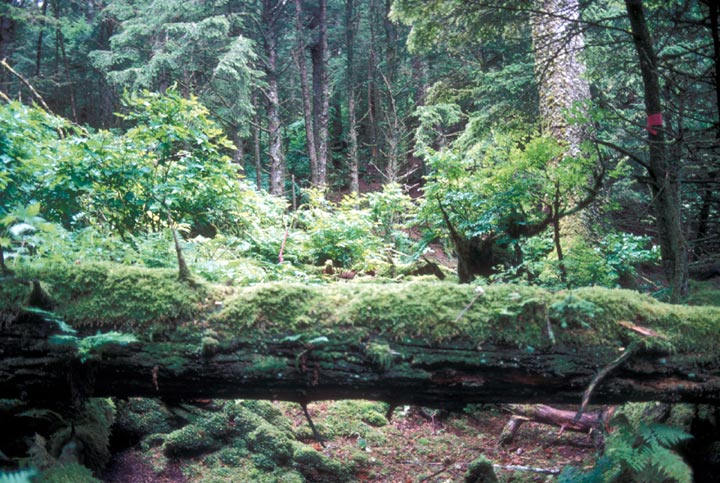
Forrester Island Wilderness en el estado de Alaska, en los Estados Unidos.

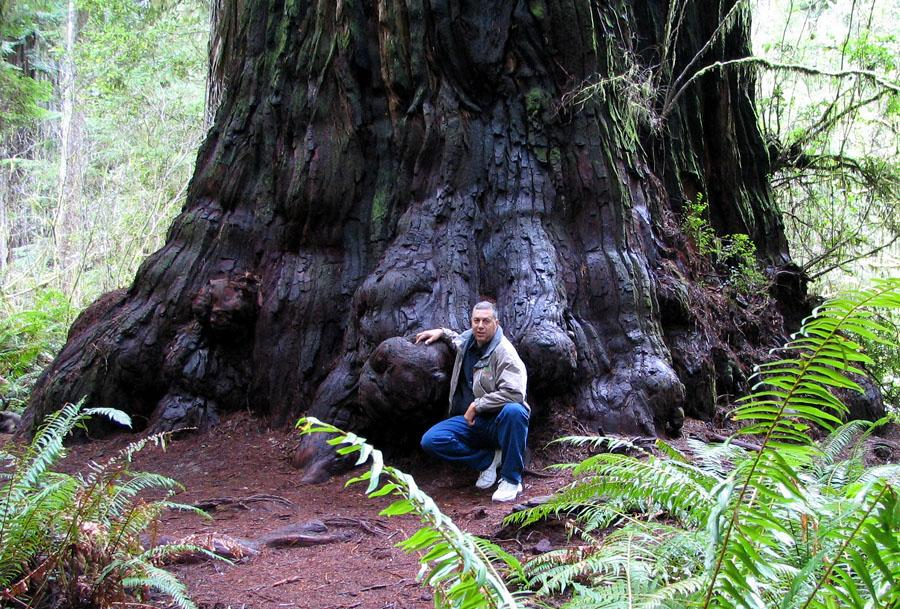
Sequoya en el Parque estatal de Jedediah Smith, norte de California, en los Estados Unidos.

Se denomina naturaleza salvaje (o naturaleza silvestre o naturaleza indómita) a todo entorno de la Tierra que no ha sido significativamente modificado o influido por las actividades de las sociedades humanas. El término puede hacer referencia tanto a las áreas más naturales del planeta, aquellas que no han sido todavía notoriamente afectadas por elementos característicos de la actividad industrial y tecnológica humana (cultivos, carreteras, oleoductos, etcétera), como a la esencia o carácter de un ser vivo, de una comunidad biótica o de un ecosistema.
A diferencia de las zonas agrícolas o urbanas, en los entornos salvajes no existe ni un control planificado por parte de la humanidad ni una influencia decisiva para alterar los patrones de funcionamiento natural. Por tanto, se da de forma espontánea toda clase de  fenómenos naturales tales como el fuego, la especiación, la sucesión ecológica y la migración animal. Ese es uno de los motivos por los que la naturaleza salvaje despierta gran interés científico.
Se la considera importante para la supervivencia de muchas especies y la biodiversidad en su sentido más amplio, y a lo largo de la historia ha sido valorada por motivos espirituales, estéticos, legales y morales.

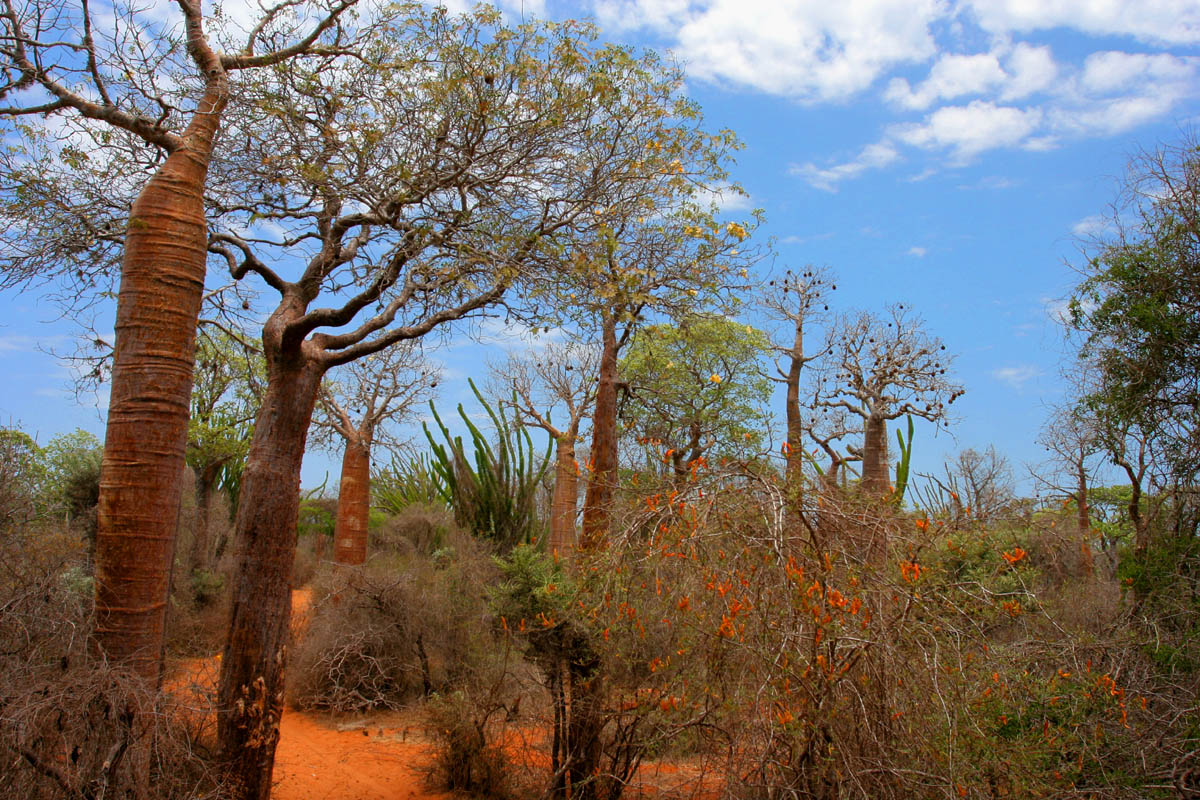
Matorral espinoso de Madagascar en Ifaty, Madagascar, que contiene varias especies de baobab (Adansonia), Alluaudia procera y otras especies

## Percepción a lo largo de la historia
La percepción de la naturaleza salvaje ha variado de una época a otra y de una sociedad a otra. Se desconoce cuáles fueron exactamente las ideas que las sociedades humanas del Paleolítico tenían sobre la naturaleza, pero algunos estudios paleoantropológicos sugieren que la humanidad no tenía la idea de un mundo natural distinto de los entornos naturales en los que habitaba. La caza y la recolección eran las bases económicas de su subsitencia. Este modo de vida ha sido estudiado por arqueólogos y antropólogos durante décadas y su caracterización ha oscilado entre dos paradigmas opuestos: como una condición de vida casi paradisíaca y como una condición de vida de penurias, inseguridad, miedo y hambre. Algunos autores concluyen que se puede afirmar con seguridad que los cazadores-recolectores de la Edad de Piedra vivían en la naturaleza salvaje bajo una amenaza continua, pero al mismo tiempo la naturaleza salvaje era la fuente primaria de su sustento.
Con la aparición de la agricultura y las nuevas formas de vida en el Neolítico, los asentamientos humanos se hicieron estables y la transformación del entorno natural fue muy notable. A medida que la agricultura se extendía e intensificaba, los asentamientos humanos quedaban rodeados en mayor proporción por campos de cultivo, de manera que la diferencia entre estos campos y las tierras salvajes era más evidente y ostensible. En el Creciente Fértil surgieron distintas civilizaciones en las que se desarrollan culturas urbanas muy desarrolladas para las que las criaturas salvajes y las tribus hostiles representaban una amenaza para sus campos y ganados. Paralelamente, el crecimiento de la población humana y el consiguiente aumento de la caza hacían disminuir la abundancia de especies cinegéticas. En estas circunstancias, surgió la necesidad de administrar el uso de los espacios silvestres cercanos a grandes asentamientos para proteger los recursos de vida silvestre.
La concentración de la población humana en ciudades rodeadas de extensas zonas de cultivos y áreas industriales ha propiciado una amnesia del paisaje o un síndrome de las referencias cambiantes. Esto hace referencia a la pérdida de un referente de lo que constituye un paisaje sano o bien conservado, puesto que la domesticación de la naturaleza conlleva la desaparición gradual de muchos de sus componentes. Así, se pueden tomar entornos degradados en los que el carácter salvaje está parcial o totalmente ausente como representantes de una naturaleza en pleno vigor.
En ciertos casos, la protección dada a algunas áreas salvajes como reservas para animales de caza ha permitido que hayan perdurado hasta la actualidad espacios de un alto valor natural como Doñana o el New Forest en Europa y especies como el rinoceronte blanco en África.

## Definición y límites
Aunque no existe una definición única, consensuada y aceptada ampliamente, existe una noción muy extendida de lo que es la naturaleza salvaje. Un informe técnico para la Comisión Europea así lo recoge a partir de nueve definiciones utilizadas por organizaciones conservacionistas. Un territorio salvaje sería un área gobernada por procesos naturales, y para ello han de estar presentes cuatro características principales: 
- a) carácter natural, tanto de la vegetación y sus comunidades de especies asociadas como de los procesos naturales involucrados[8][9]
- b) ausencia de perturbaciones, no existen trabas por parte de las sociedades humanas modernas[10]
- c) ausencia de explotación, no existen poblaciones humanas ni ninguna de sus infraestructuras[11]
- d) extensión suficiente como para albergar los procesos ecológicos mencionados[12]

Net Hettinger señala que "el valor de la naturaleza es de manera significativa una función de su grado de independencia de la humanidad. Su naturalidad o su carácter salvaje es lo que principalmente fundamenta el valor de la naturaleza. Cuando se encuentra considerablemente modificada por los humanos, la naturaleza pierde mucho de su valor e incluso su carácter esencial".

## La naturaleza salvaje en la legislación
Los primeros conservacionistas estadounidenses, como John Muir, estaban fascinados con ciertos territorios naturales cuyos paisajes dieron a conocer y a proteger legalmente. Yellowstone fue el primer parque nacional del mundo. Muir fue el primer presidente del Sierra Club, una organización en pro de la conservación de la naturaleza, en 1892, y promocionó la idea de la defensa de la naturaleza salvaje mediante la creación de más parques nacionales.[cita requerida]
La ley pionera en la protección legal de la naturaleza salvaje como tal fue la Ley de Áreas Salvajes de Estados Unidos.

## La naturaleza salvaje en el arte
Desde la perspectiva de las artes visuales, la naturaleza y lo salvaje han sido sujetos importantes en distintos momentos de la historia mundial. 
La recreación de la fauna salvaje se remonta a la Edad de Piedra, en la que quedaron representadas diversas especies animales tanto en el arte rupestre como en el arte mueble. En cuevas y abrigos rocosos se han descubierto representaciones de animales salvajes como bisontes, caballos o mamuts realizadas en algunos casos hace decenas de miles de años. No obstante, no ha sido una actividad exclusiva del continente europeo; de hecho representaciones de fauna salvaje se han encontrado en todos los continentes.
Una tradición temprana en la pintura del paisaje tuvo lugar durante la Dinastía Tang (618-907). La tendencia a representar a la naturaleza tal y como es se convirtió en uno de los objetivos de la pintura china y fue una influencia significativa en el arte asiático. Los artistas encuadrados en la tradición Shan shui aprendieron a pintar ríos y montañas desde la perspectiva de la naturaleza como un todo y sobre las bases de su comprensión de las leyes de la naturaleza. En la concepción artística y la composición estructural, la mayoría de las pinturas del paisaje creaban la impresión de que la escena era vista desde mucha altura, como si fuera vista a través de los ojos de un pájaro.
A lo largo de la historia, las representaciones de paisajes naturales se han encontrado en distintas tradiciones artísticas.

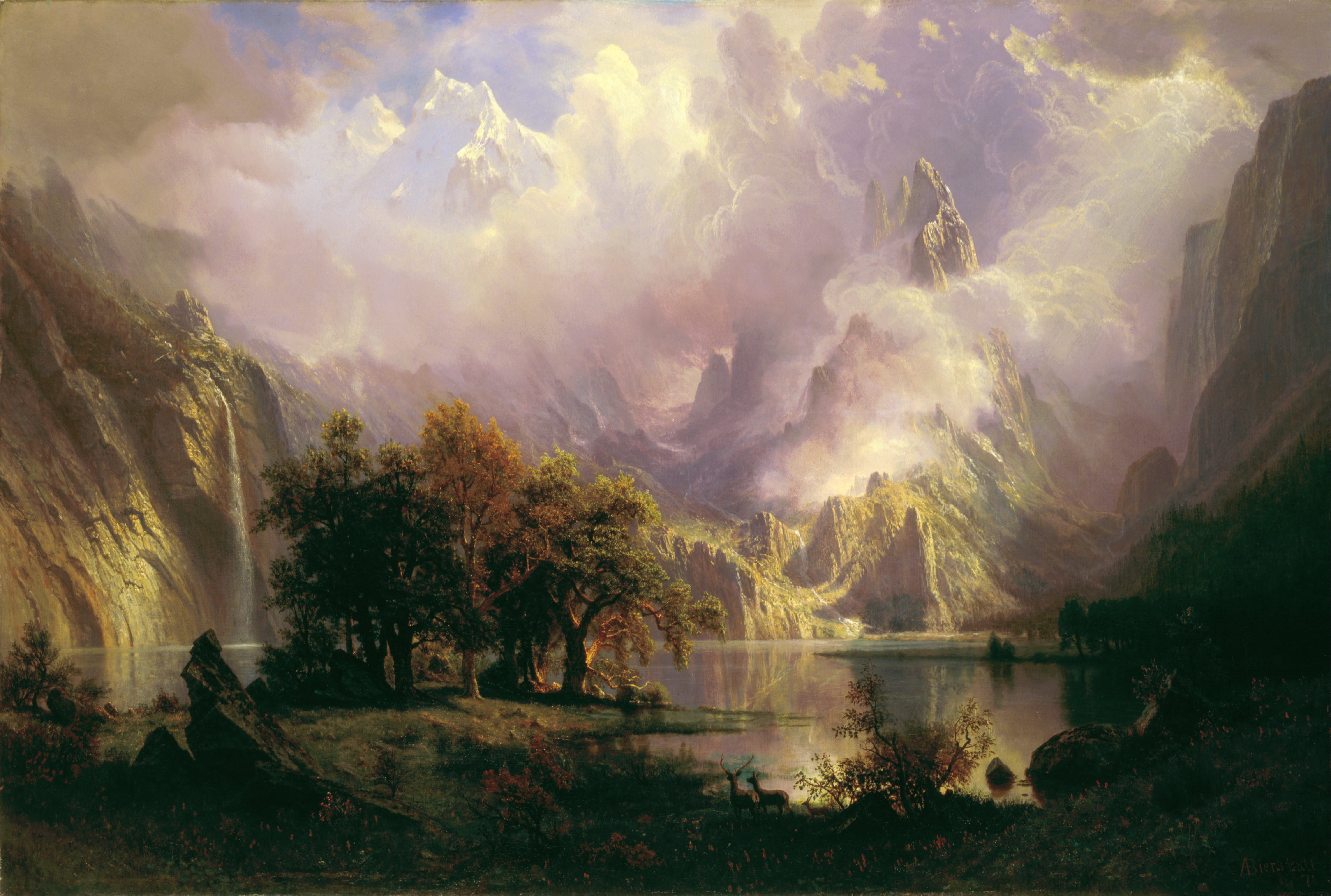
Rocky Mountain Landscape, de Albert Bierstadt

En el siglo XIX, un grupo de paisajistas estadounidenses, posteriormente encuadrados en la escuela del río Hudson, recrearon en sus pinturas distintos espacios naturales como las montañas Rocosas o las montañas de Adirondack. Thomas Cole, considerado el fundador de la escuela del río Hudson, fue uno de los primeros en representar las Montañas Blancas en 1827, iniciando una serie de obras que son catalogadas como el arte de Las Montañas Blancas.

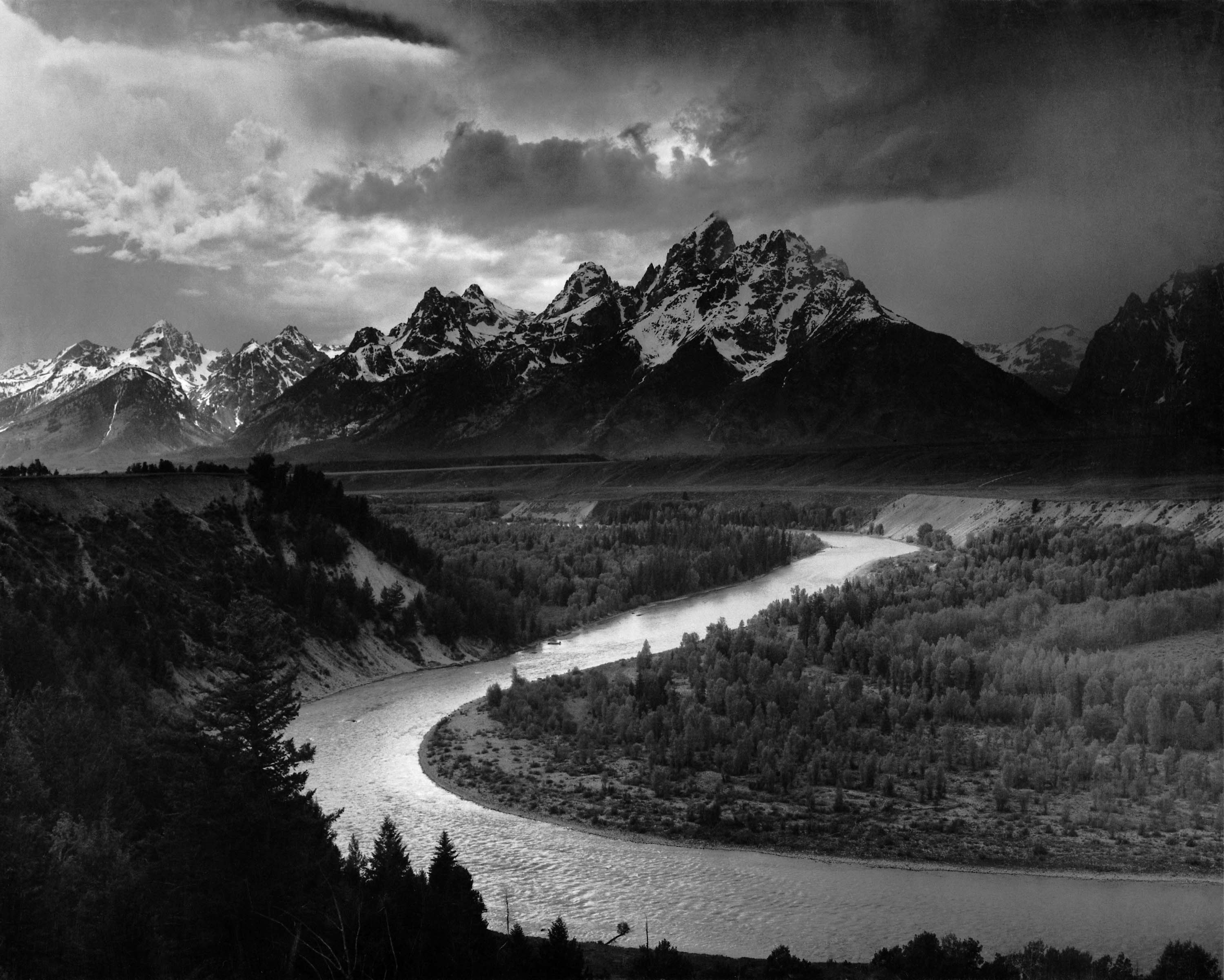
The Tetons and the Snake River (1942), de Ansel Adams, Parque nacional de Grand Teton, Wyoming

En el campo de la fotografía, Ansel Adams fue uno de los pioneros en retratar en blanco y negro otros lugares representativos de la naturaleza más espectacular de Estados Unidos, como el parque nacional de Yosemite. Los libros de fotografías Génesis, de Sebastião Salgado, Closer, de Tomasz Gudzowaty, o La llamada del puma, de Andoni Canela, se centran mayormente en la fauna salvaje y sus grandes manifestaciones, como las migraciones de miles de individuos o la formación de grandes colonias para la crianza de las siguientes generaciones.
La filmación de la naturaleza salvaje ha aportado gran cantidad de documentales, series televisivas y reportajes. La BBC ha producido el largometraje La Tierra y las series televisivas Planeta Tierra, Planeta Tierra II y Life, en las que participó el célebre presentador de televisión y conservacionista británico David Attenborough. Otros divulgadores reconocidos fueron Jacques Cousteau y Félix Rodríguez de la Fuente, con sus series televisivas El mundo submarino de Jacques Cousteau y El hombre y la Tierra, respectivamente.